# Högskolan för fotografi
Högskolan för fotografi, förkortat HFF, ingår sedan 1 juli 2012 i Akademin Valand vid Göteborgs universitet. Det är Sveriges enda högskoleutbildning inom ämnet fotografi.

## Historik
Institutionen för fotografi vid Göteborgs universitet grundades 1 juli 1982 och kallades då för Fotohögskolan, vilket den ibland vardagligt kallas än idag. 
Redan 1996 hette skolan Högskolan för fotografi och film då det fanns en 2-årig filmutbildning med främst ett tekniskt fokus, och skolan fungerade då som en egen institution inom den konstnärliga fakulteten vid Göteborgs universitet. Höstterminen 1997 startade en treårig filmregiutbildning men 2004 delade Högskolan för fotografi och film på sig. Fotografi flyttade till Storgatan och blev Högskolan för fotografi. Film flyttade in på Viktoriagatan 13 och bildade Filmhögskolan.
Initialt var fotohögskolan hantverksinriktad med fokus på en dokumentär, journalistisk tradition, och var delvis kopplad till Journalisthögskolan vid Göteborgs universitet. Den första professorn var Rune Hassner. Han efterträddes senare av en duo bestående av Jens S. Jensen och Pål-Nils Nilsson. 1988 tilldelades professuren Pål-Nils Nilsson samtidigt som han fungerade som skolans rektor, men han lämnade efter en tid institutionen. 1992 tillträdde Tuija Lindström som professor, och blev därmed Sveriges första kvinnliga professor i fotografi. Under Lindströms ledning ändrades utbildningen till att omfatta ett mer kritiskt förhållningssätt till fotografi. Utbildningen fick en mer teoretisk inriktning med kurser i exempelvis konsthistoria och feministisk teori. Under Tuija Lindströms ledning skapades en tvåårig mastersutbildning i fotografi samt en filmregiutbildning och institutionen ändrade namn till Högskolan för fotografi och film.
Under perioden med Lindström som professor flyttade institutionen från sina ursprungliga lokaler i SPP-huset vid Mölndalsvägen, till nyrenoverade lokaler i gamla Barnbördhuset från 1850-talet, nära Konstepidemin vid Linnéplatsen. Tuija Lindström var professor fram till och med 2001. Två av institutionens nuvarande professorer är Annika von Hausswolff och Lotta Antonsson.
Mellan åren 1999 och 2005 var Bo-Erik Gyberg rektor för utbildningen. 2005 blev Lasse Lindkvist prefekt.